# Manila Challenger
O Manila Challenger é um torneio de tênis, que fez parte da série ATP Challenger Tour, realizado desde 2016, em piso duro, no Manila, Filipinas. O torneio inaugural do Manila Challenger foi sediado no novo e reformado Rizal Memorial Tennis Center, em Manila, de 18 a 24 de janeiro de 2016 com jogadores locais e experientes no ranking da ATP e com premiação de 75.000 dólares.

## Edições

### Simples
| Ano  | Campeões        | Finalistas        | Placar   | Ref.  |
| ---- | --------------- | ----------------- | -------- | ----- |
| 2016 | Mikhail Youzhny | Marco Chiudinelli | 6–4, 6–4 | [ 3 ] |

### Duplas
| Ano  | Campeões                         | Finalistas                                  | Placar   | Ref. |
| ---- | -------------------------------- | ------------------------------------------- | -------- | ---- |
| 2016 | Johan Brunström Frederik Nielsen | Francis Casey Alcantara Christopher Rungkat | 6–2, 6–2 |      |